# Théorème de Lehmann-Scheffé
Ne doit pas être confondu avec Lemme de Scheffé.
Le théorème de Lehmann-Scheffé a une importance particulière en statistiques puisqu'il permet de trouver des estimateurs sans biais optimaux qui ne peuvent pas être améliorés en termes de précision.
De tels estimateurs n'existent pas forcément mais si l'on dispose d'une statistique qui soit à la fois exhaustive et totale et d'un estimateur {\displaystyle \delta } qui soit sans biais alors l'estimateur augmenté {\displaystyle {\hat {\theta }}_{1}=\mathbb {E} ({\hat {\theta }}|S)} est optimal et l'on ne peut pas trouver de meilleur estimateur sans biais.
Ce théorème nous donne donc une condition suffisante pour trouver un estimateur sans biais optimal. Il nous dit également que cet estimateur s'exprime comme une fonction de la statistique exhaustive totale S, c'est-à-dire de la forme g(S) où g est une fonction mesurable.
(On dit qu'une statistique est totale si : {\displaystyle \mathbb {E} (f(s(x)))=0} implique {\displaystyle f=0} presque partout.)

## Énoncé
L'énoncé du théorème de Lehmann Sheffé est :
Soit {\displaystyle X_{1},..X_{n}} iid avec une fonction de densité de probabilité donnée ou une fonction de masse discrète dépendant d'un paramètre {\displaystyle \theta } avec {\displaystyle \theta \in \Theta \subseteq \mathbb {R} ^{n}}.  Soit {\displaystyle T=T(X_{1},..,X_{n})} une statistique exhaustive et complète pour {\displaystyle \theta }. Soit {\displaystyle U=U(T)} un estimateur non biaisé pour {\displaystyle \theta } (U dépend de T). Soit {\displaystyle Var_{\theta }(U)<\infty ,\forall \theta \in \Theta } :
1. U est le seul estimateur non-biaisé qui dépend de {\displaystyle \theta }. 
2. {\displaystyle Var_{\theta }(U)<Var_{\theta }(Z)} uniformément sur {\displaystyle \theta } pour tout autre estimateur non-biaisé Z de {\displaystyle \theta }. Ce qui signifie que U est le UMVUE pour {\displaystyle \theta } et est unique.